# Путешествие на Запад: Покорение демонов
Путешествие на Запад: Покорение демонов (англ. Journey to the West: Conquering the Demons) (кит. 西遊·降魔篇) — комедийный фэнтези-боевик 2013 года режиссёра Стивена Чоу по мотивам классического романа XVI века «Путешествие на Запад».

## Сюжет
Действие фильма происходит до начала действия романа «Путешествие на Запад», в период когда Сюаньцзан познакомился со своими будущими спутниками: Ша Сэном, Чжу Бацзе и царём обезьян Сунь Укуном.
Первая сцена фильма происходит в рыбацкой деревне. Отец говорит маленькой девочке не сидеть около воды, так как её могут забрать водяные демоны. Когда девочка начинает плакать, отец прыгает в воду и начинает дурачиться. Шутки заканчиваются, когда его убивает неизвестное существо.
Оказавшийся в деревне монах-даосист читает мантры, бросает в воду бомбу и убивает огромного ската. Он говорит, что это и есть демон. Буддистский охотник на демонов Сюаньцзан (в фильме Ксань Зань) пытается образумить жителей деревни, но те не слушают его. Монах приказывает схватить охотника за демонами, а жители на радостях прыгают в воду. Тут-то и появляется водяной демон, который (вслед за отцом) съедает маленькую девочку и многих других жителей деревни. Рыбакам, а также обоим монахам удаётся одолеть демона. На берегу он превращается в юношу. Сюаньцзан пытается укротить демона, читая ему «300 колыбельных песен». Когда демон атакует незадачливого монаха, его спасает охотница за демонами мисс Дуан, которая превращает нечисть в тряпичную куклу. Сюаньцзан поясняет, что пение колыбельных должно пробудить в демоне добро. Мисс Дуан высмеивает монаха.
Тем временем молодая пара посещает гостиницу в горах, где их угощают жареной свининой. Оказывается, что повар гостиницы — демон, убивающий гостей граблями. Сюаньцзан приходит в ту же гостиницу и видит множество гостей, но, обладая даром видеть сквозь иллюзию, он понимает, что все гости мертвы. Когда монах требует от демона-прислужницы проявить себя, неожиданно появляется мисс Дуан, которая убивает множество демонов своими летающими золотыми кольцами. Однако, повар оказывается слишком могущественным даже для неё. Обратившись в огромного кабана, он преследует монаха и охотницу на демонов. В лесу мисс Дуан призывает монаха поцеловать её, но он отказывается.
Учитель монаха поясняет, что повар тоже был когда-то добрым человеком, но жена начала ему изменять и он обозлился и стал демоном. Чтобы Сюаньцзан мог справиться с ним, учитель советует монаху найти Короля обезьян и указывает ему координаты храма высоко в горах.
Ночью в лесу монах натыкается на бандитов, которые выдают себя за охотников на демонов, которые расправляются с конкурентами. Среди их пленников он видит мисс Дуан. Девушка выдаёт себя за жену Сюаньцзан и просит не убивать его, что он учитель музыки (в качестве доказательства она просит показать сборник колыбельных). Бандиты требуют доказательств того, что пара действительно состоит в отношениях. Вдруг выясняется, что бандиты — это помощники мисс Дуан. Монах снова отказывается от отношений, и Дуан берёт его в плен. Она объясняет подруге, что любит юношу, поскольку он храбрее всех, кого она знает — судя по тому, что противостоит демонам только с книгой колыбельных.
В лесу происходит комическая сцена, когда Дуан пробует соблазнить монаха, повторяя посредством магии движения своей подруги. Затем бумажная фигурка случайно попадает на монаха, и вот уже он танцует, соблазняя друзей мисс Дуан. Сцену прерывает появление демона-кабана, который разрушает повозку мисс Дуан. Демона отпугивают трое других охотников за демонами. Сюаньцзан склоняется над мисс Дуан, думая, что она погибла. Девушка принимает сочувствие за любовь, а когда не встречает взаимности, разрывает в клочья книгу колыбельных. Монах уходит.
Высоко в горах Сюаньцзан находит путь к Королю обезьян, который сидит в глубокой пещере, закрытой лепестками белого лотоса. Сунь Укун уже 500 лет не может покинуть пещеру, куда его заточил Будда. В пещере также появляется мисс Дуан, которая следовала за монахом. Король обезьян говорит, что демон-кабан в бытность человеком любил наблюдать как его жена танцует под Луной под определённую песню. Он предлагает мисс Дуан выступить в качестве наживки. План срабатывает, демон проваливается в нору, где Король обезьян превращает его в поросёнка. Дуан хватает поросёнка в свой мешок и превращает его в тряпичную куклу. Девушка отдаёт обе куклы монаху, затем отдаёт ему наспех склеенную книгу и уходит.
После Король обезьян просит монаха сжечь лотос, так как он якобы заслоняет ему обзор и мешает любоваться луной. Таким образом он обманом выбирается из своей тюрьмы и принимая свой истинный облик - вид обезьяны. Он бросает вызов Будде. Появляются охотники на демонов. Король Обезьян бросает им вызов, но вдруг осознает что они не очень серьезно настроены на битву. Они бросают жребий, играя в Камень, ножницы, бумага, отчего Король Обезьян с недоумением смотрит на них. Трое охотников на демонов пытаются расправиться с ним, но он их всех убивает. Затем Король принимается за монаха, который начинает читать «Алмазную сутру» (мисс Дуан склеила книгу так, что получился буддистский текст), призывая Будду. В ярости Король обезьян вырывает ему все волосы на голове. Когда мисс Дуан пытается прийти на помощь Сюаньцзану, Король обезьян убивает и её. Монах признаётся девушке в любви, и она умирает. Появившийся Будда, накрывает демона огромной ладонью, а затем усмиряет его, надевая на голову золотой обруч.
Монах возвращается к учителю, обретя просветление после смерти своей любимой. Учитель отправляет его нести свет знания на Запад в сопровождении усмирённых демонов. Когда группа бредёт по пустыне, Сюаньцзан видит в облаках образ любимой.
продолжение называется Путешествие на Запад 2: демоны
премьера (мир)28.01.2017

## В ролях
| Актёр       | Роль            |
| ----------- | --------------- |
| Шу Ци       | мисс Дуан       |
| Чжан Вэнь   | Сюаньцзан       |
| Бо Хуан     | Король обезьян  |
| Шоу Луо     | принц Important |
| Крисси Чау  | убийца Си       |
| Сихан Чэн   | учитель         |
| Бинцян Чэнь | демон-кабан     |